# Campeonato Baiano de Futebol Feminino de 2013
O Campeonato Baiano de Futebol Feminino de 2013 é disputado por 8 clubes e tem regulamento similar aos dos anos anteriores.

## Clubes participantes
| Clube                  | Cidade                 | Estádio                            | Capacidade | Títulos (mais recente) |
| ---------------------- | ---------------------- | ---------------------------------- | ---------- | ---------------------- |
| ABRUP EC               | Simões Filho           | Edgard Santos                      | 4.000      | 0 (não possui)         |
| EC Bahia               | Salvador               | Pituaçu                            | 32.157     | 3 (1991)               |
| Juventude Esportiva VC | Vitória da Conquista   | Lomantão                           | 12.500     | 0 (não possui)         |
| AD Lusaca              | Dias d'Ávila           | Municipal de Dias D'Ávila          | 4.000      | 0 (não possui)         |
| Redenção FC            | Salvador               | Pituaçu                            | 32.157     | 0 (não possui)         |
| São Francisco EC       | São Francisco do Conde | Junqueira Ayres                    | 3.000      | 11 (2012)              |
| S Terra Nova           | Terra Nova             | Luís Eduardo Magalhães             | 5.000      | 0 (não possui)         |
| S Vera Cruz            | Vera Cruz              | Municipal Orlando Avelino de Jesus | 3.000      | 0 (não possui)         |

## Estádio

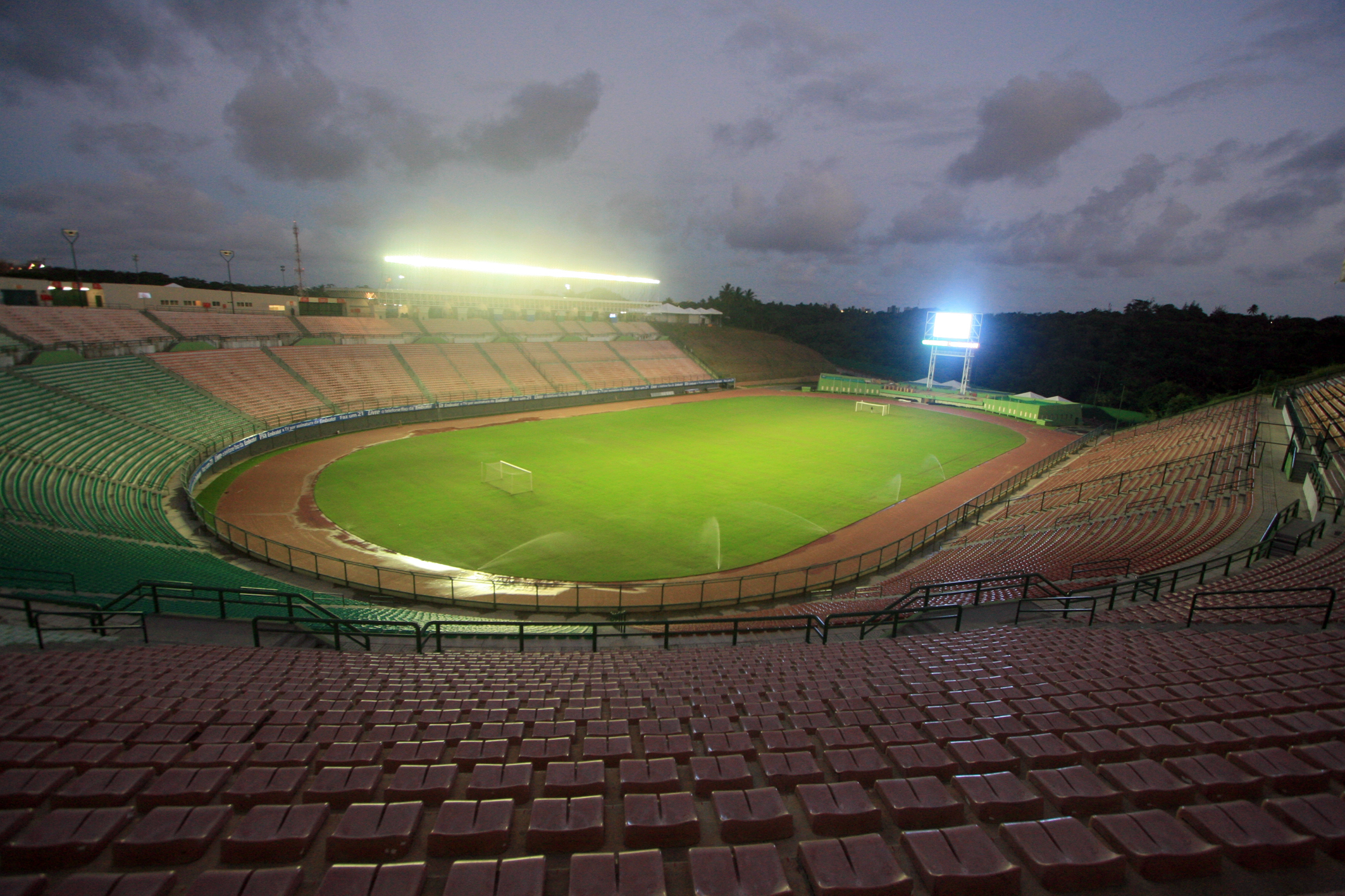
Pituaçu
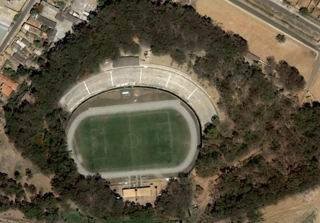
Lomantão

## Primeira fase
Os oito clubes divididos em dois grupos jogam entre si dentro dos grupos jogos de ida e volta, totalizando seis jogos para cada clube nessa primeira fase. Apenas os dois primeiros de cada grupo avançam à fase final.

### Grupo 1
| 1 | São Francisco EC     | 18 | 6 | 6 | 0 | 0 | 78 | 0  | 78  |
| 2 | Lusaca               | 7  | 6 | 2 | 1 | 3 | 10 | 24 | -14 |
| 3 | Seleção de Vera Cruz | 6  | 6 | 2 | 0 | 4 | 5  | 30 | -25 |
| 4 | Redenção             | 4  | 6 | 1 | 1 | 4 | 7  | 46 | -39 |

| Lusaca               | —   | 3-3  | 0-10 | 2-1  |
| Redenção             | 2-5 | —    | 0-3  | 2-1  |
| São Francisco FC     | 7-0 | 32-0 | —    | 15-0 |
| Seleção de Vera Cruz | 1-0 | 2-0  | 0-11 | —    |

### Grupo 2
| 1 | Bahia                 | 18 | 6 | 6 | 0 | 0 | 62 | 2  | 60  |
| 2 | Juventude-BA          | 9  | 6 | 3 | 0 | 3 | 40 | 14 | 26  |
| 3 | ABRUP                 | 6  | 6 | 2 | 0 | 4 | 11 | 41 | -30 |
| 4 | Seleção de Terra Nova | 3  | 6 | 1 | 0 | 5 | 4  | 60 | -56 |

| ABRUP                 | —    | 0-19 | 3-2 | 2-3  |
| Bahia                 | 6-0  | —    | 7-0 | 14-0 |
| Juventude Esportiva   | 10-1 | 2-3  | —   | 17-0 |
| Seleção de Terra Nova | 1-5  | 0-13 | 0-9 | —    |

 Para ler a tabela, a linha horizontal representa os jogos da equipe como mandante. A coluna vertical indica os jogos da equipe como visitante.
| Vitória do mandante. | Vitória do visitante. | Empate. |

## Fase final
|  | Semifinais       | Semifinais       | Semifinais | Semifinais |   |       | Final | Final | Final | Final |
|  |                  |                  |            |            |   |       |       |       |       |       |
|  | Juventude-BA     | 0                | 0          | 0          |   |       |       |       |       |       |
|  | São Francisco EC | 8                | 8          | 16         |   |       |       |       |       |       |
|  | São Francisco EC | 8                | 8          | 16         |   | Bahia | 1     | 1     | 2     |       |
|  |                  |                  |            |            |   | Bahia | 1     | 1     | 2     |       |
|  |                  | São Francisco EC | 3          | 0          | 3 |       |       |       |       |       |
|  | Lusaca           | São Francisco EC | 3          | 0          | 3 | 0     | 0     | 0     |       |       |
|  | Lusaca           |                  |            |            |   | 0     | 0     | 0     |       |       |
|  | Bahia            | 5                | 11         | 16         |   |       |       |       |       |       |

### Final
| 28 de dezembro de 2013 | Bahia | 1 - 3 | São Francisco EC | Municipal de Lauro de Freitas, Lauro de Freitas |
| 15:00                  |       |       |                  | Árbitro:                                        |

| 4 de janeiro de 2014 | São Francisco EC | 0 - 1 | Bahia | Junqueira Ayres, São Francisco do Conde |
| 15:00                |                  |       |       | Árbitro:                                |

## Artilharia
Atualizado: 17 de dezembro de 2013.
| Gols | Jogador      | Time             |
| ---- | ------------ | ---------------- |
| 13   | India Potyra | Bahia            |
| 12   | Jumária      | São Francisco EC |
| 12   | Jussara      | São Francisco EC |
| 12   | Patricia     | São Francisco EC |
| 11   | Juliana      | Juventude-BA     |
| 10   | Ronaldinha   | Bahia            |
| 9    | Alanna       | São Francisco EC |
| 9    | Michele      | Juventude-BA     |
| 7    | Larissa      | São Francisco EC |
| 7    | Ely          | Juventude-BA     |
| 6    | Barbara      | São Francisco EC |
| 5    | 4 jogadoras  | 4 jogadoras      |
| 4    | 5 jogadoras  | 5 jogadoras      |
| 3    | 7 jogadoras  | 7 jogadoras      |
| 2    | 10 jogadoras | 10 jogadoras     |
| 4    | 27 jogadoras | 27 jogadoras     |

## Premiação
| Campeonato Baiano Feminino 2013 |
| ------------------------------- |
| SÃO FRANCISCO FC (12° título)   |

## Classificação geral
A classificação geral leva em conta a colocação dos clubes em cada uma das fases, a partir da fase final, e não a pontuação total.
| Pos | Times                 | Pts | J  | V | E | D | GP | GC | SG  | Classificação               |
| --- | --------------------- | --- | -- | - | - | - | -- | -- | --- | --------------------------- |
| 1   | São Francisco EC      | 27  | 10 | 9 | 0 | 1 | 97 | 2  | 95  | Campeão                     |
| 2   | Bahia                 | 27  | 10 | 9 | 0 | 1 | 80 | 5  | 75  | Vice-campeão                |
| 3   | Juventude-BA          | 9   | 8  | 3 | 0 | 5 | 40 | 30 | 10  | Eliminados nas semifinais   |
| 4   | Lusaca                | 7   | 8  | 2 | 1 | 5 | 10 | 40 | -30 | Eliminados nas semifinais   |
| 5   | ABRUP                 | 6   | 6  | 2 | 0 | 4 | 11 | 41 | -30 | Eliminados na primeira fase |
| 6   | Seleção de Vera Cruz  | 6   | 6  | 2 | 0 | 4 | 5  | 30 | -25 | Eliminados na primeira fase |
| 7   | Redenção              | 4   | 6  | 1 | 1 | 4 | 7  | 46 | -39 | Eliminados na primeira fase |
| 8   | Seleção de Terra Nova | 3   | 6  | 1 | 0 | 5 | 4  | 60 | -56 | Eliminados na primeira fase |